# Véhicule de premiers secours
 (avril 2010).
Si vous disposez d'ouvrages ou d'articles de référence ou si vous connaissez des sites web de qualité traitant du thème abordé ici, merci de compléter l'article en donnant les références utiles à sa vérifiabilité et en les liant à la section « Notes et références ».

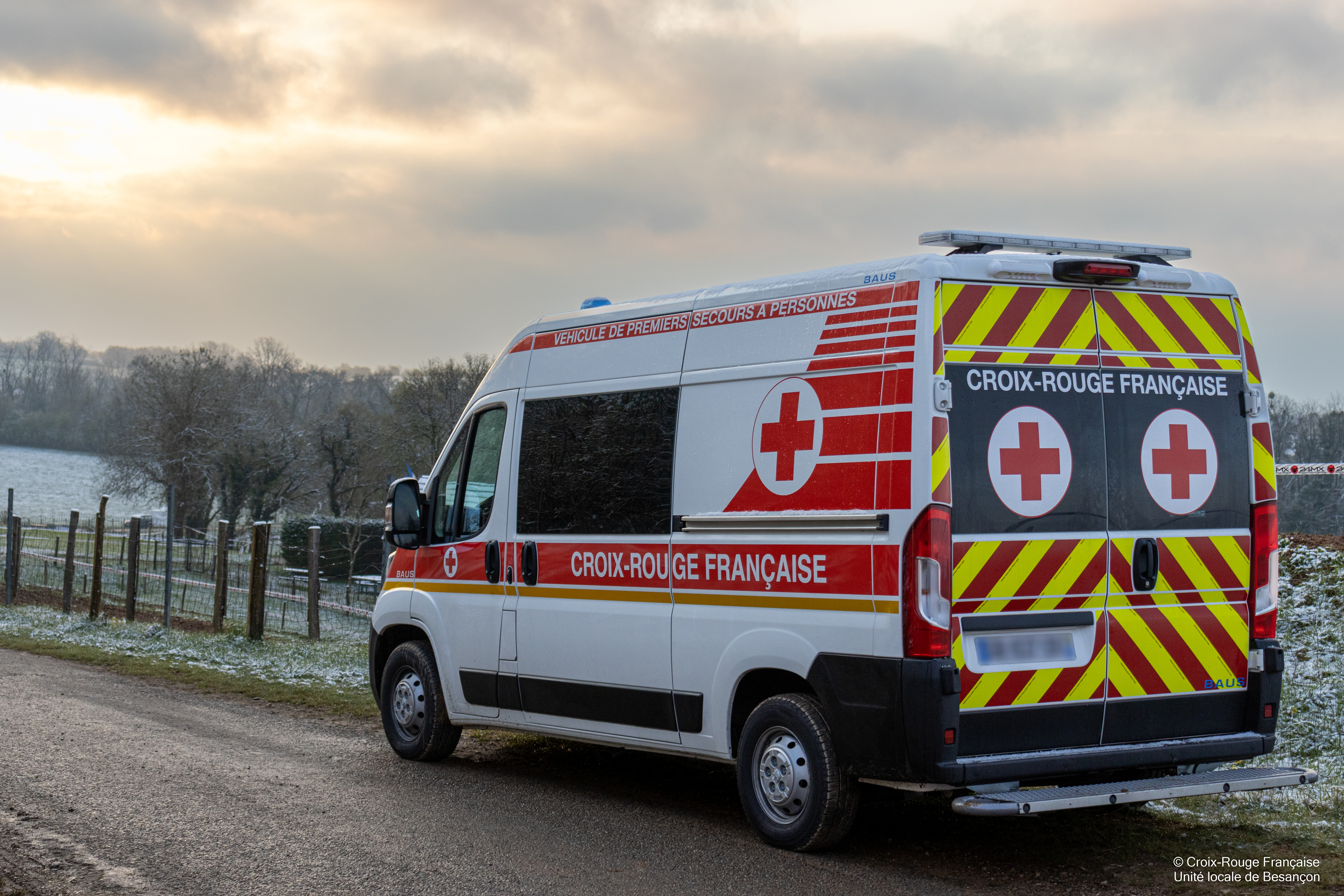
VPSP de la Croix-Rouge française de Besançon

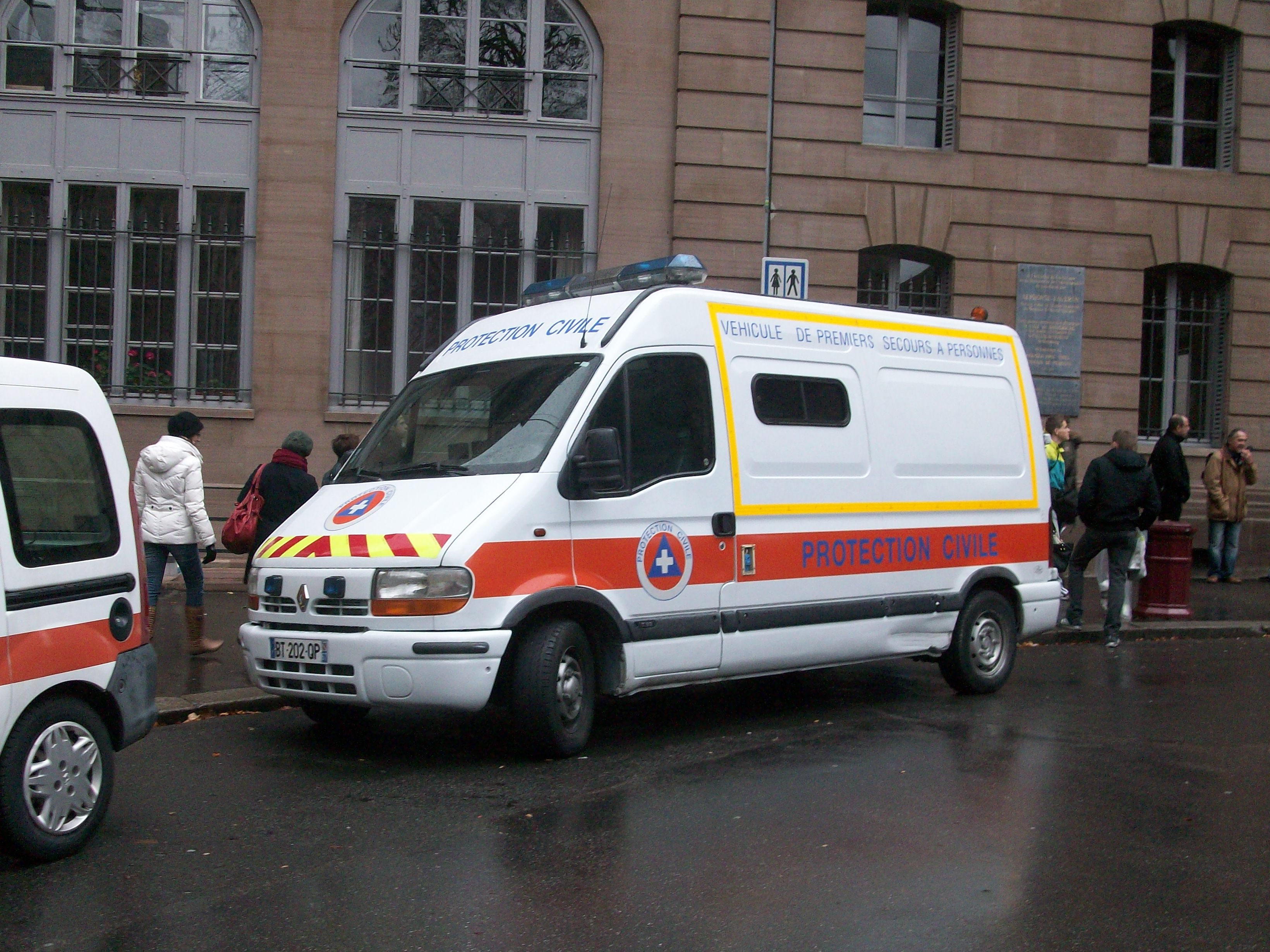
VPSP de la Protection Civile

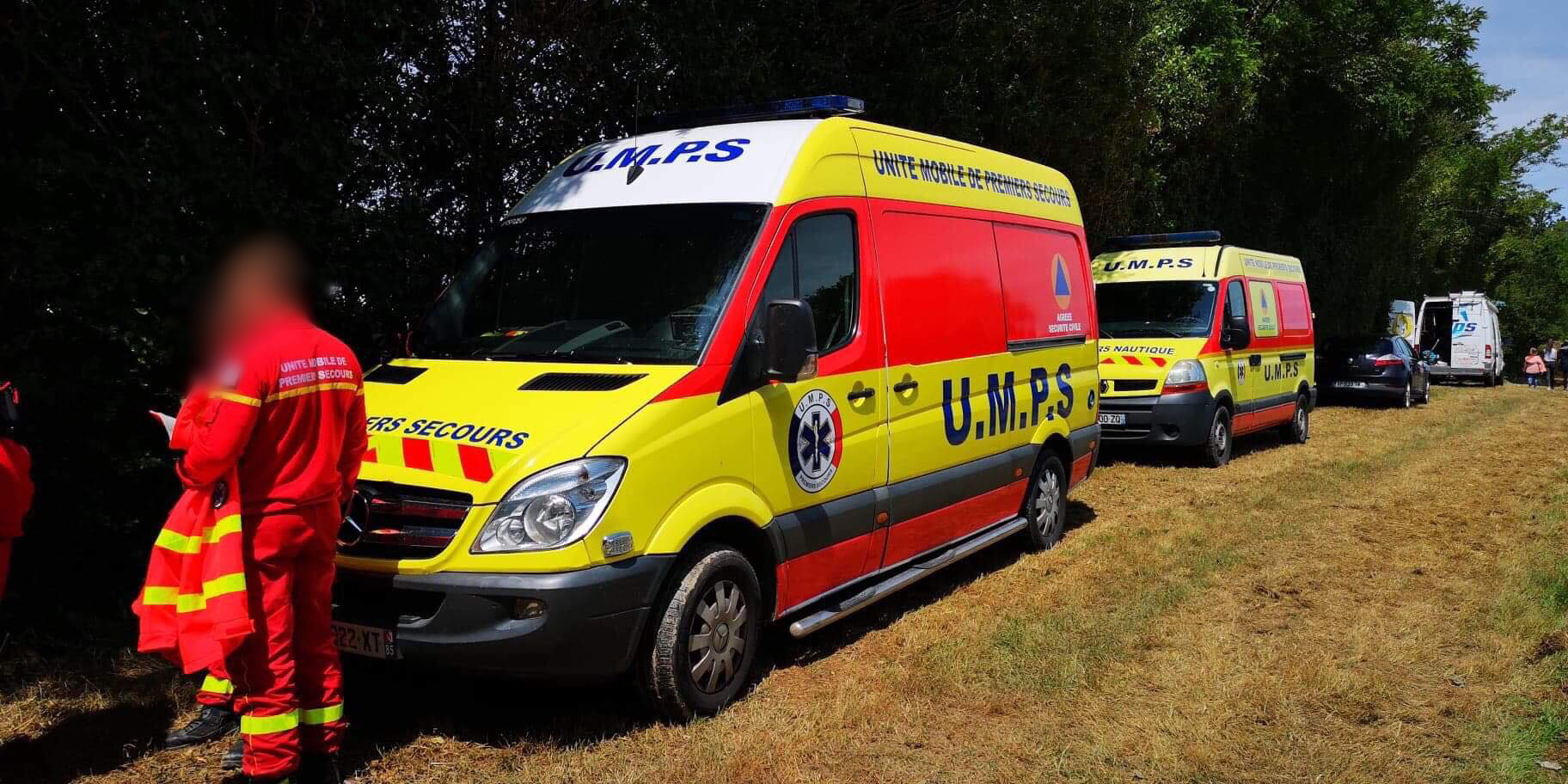
VPSP de l'Unité Mobile de Premiers Secours

Un Véhicule de Premiers Secours à Personnes abrégé VPSP, anciennement appelé VPS (Véhicule de Premiers Secours), est un véhicule de type ASSU utilisé par les AASC (Associations Agréées de Sécurité Civile) en France. Il contient tout le matériel de premiers secours nécessaire à la prise en charge d'une victime et / ou procéder à son évacuation vers un centre hospitalier.
Il est utilisé dans le cadre des Dispositifs Prévisionnels de Secours (DPS), et peut le cas échéant servir de poste de secours mobile mais aussi lors de gardes en relation avec le SAMU ou les Sapeurs-Pompiers.

## Réglementation
Lorsqu'ils effectuent des évacuations d'urgence de personnes victimes d'accidents, de sinistres ou de catastrophes en participant aux opérations de secours ou dans le prolongement des Dispositifs Prévisionnels de Secours, les équipages et les véhicules utilisés par les Associations Agréées de Sécurité Civile répondent aux conditions prévues aux articles R. 6312-45 à R. 6312-48 du Code de la Santé Publique.
Un arrêté du ministre de l'Intérieur 31 mai 2016  fixe les normes minimales des Véhicules de Premiers Secours à Personnes des Associations Agréées de Sécurité Civile : les Véhicules de Premiers Secours à Personnes (VPSP) des Associations Agréées de Sécurité Civile doivent répondre aux conditions minimales de la norme NF EN 1789 « Véhicules de transport sanitaire et leurs équipements - Ambulances routières » de type B.
Les associations n’ont pas à justifier d’un agrément de transport sanitaire délivré par l’agence régionale de santé.
Les Associations Agréées de Sécurité Civile peuvent réaliser des évacuations d’urgence de victimes dans les conditions suivantes :
- Lors du déroulement d'une manifestation et dans le cadre d'un Dispositif Prévisionnel de Secours, les intervenants secouristes peuvent acheminer une victime vers un point de prise en charge, selon les deux cas de figure suivants[2]:

- à la demande de l'autorité médicale propre au dispositif, le cas échéant : sur le site même du DPS, sur un centre de tri...
- à la demande du médecin régulateur du SAMU qui décide du moyen d'acheminement et du lieu d'accueil de la victime : vers un point de rencontre, vers un centre hospitalier... L'acheminement de victimes vers une structure hospitalière dans le prolongement des dispositifs prévisionnels de secours n'est autorisé que pour les associations agréées ayant conclu une convention avec le SAMU et le service d'incendie et de secours ; l’évacuation se fait sur accord du médecin régulateur du SAMU. 
- dans les ressorts de la Brigade des Sapeurs-Pompiers de Paris et du Bataillon des Marins-Pompiers de Marseille, les Associations Agréées de Sécurité Civile peuvent conclure une convention avec ces services pour assurer les évacuations d'urgence de victimes[4].

## Composition

### Signalisation
Un VPSP d'une association agréée de sécurité civile est un véhicule d'intérêt général bénéficiant de facilités de passage au sens du Code de la Route, et est donc dotés de signaux desdits véhicules.
Toutefois, lorsqu'il est dans le cadre d’une garde affectée à des missions de SAMU ou une intervention urgente au profit du SAMU, il devient alors — temporairement — un véhicule prioritaire.  Il peut être doté des signaux des véhicules d'intérêt général prioritaire par le préfet.
Ainsi le véhicule peut être équipé comme suit :

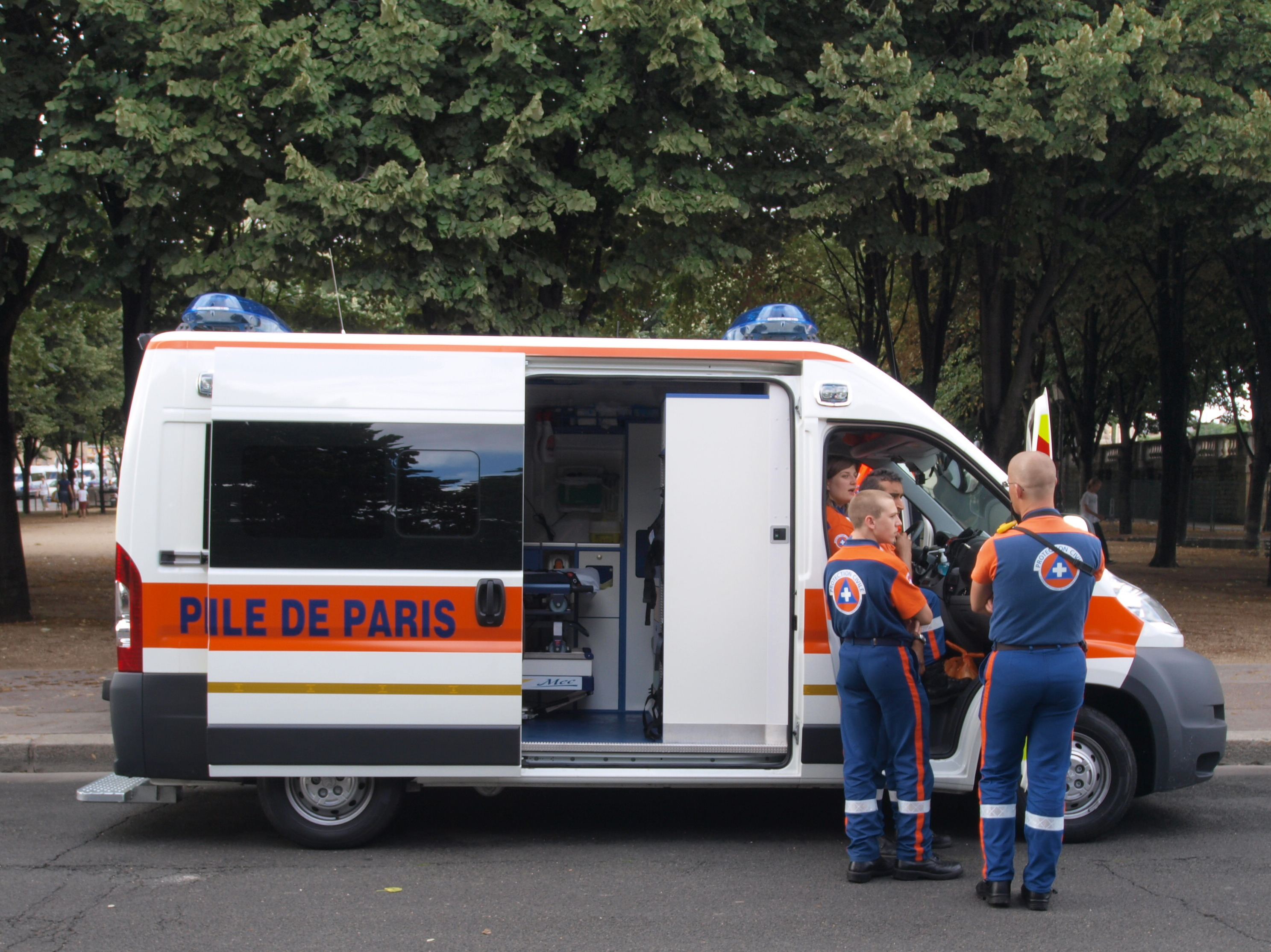
VPSP de la Protection Civile de Paris

- signalisation lumineuse à gyrophares, ou à flash (rampe) ;
- feux de pénétration situé dans la calandre, sur les rétroviseurs, au niveau du pare-brise… ;
- Avertisseurs sonores 2 tons Sapeurs-Pompiers et/ou SAMU ainsi que parfois un 3 tons ;
- chevrons réfléchissant à l'avant et à l'arrière (combinant 2 couleurs, en général rouge/blanc, ou rouge/jaune qui est plus visible) ;
- marquage latéral réfléchissant ;
- marquage propre à l'association (logo et signalétique) ;
- feux tournants ou clignotants orange (feux de danger) ;
- rampe à défilement (signalant l'obstacle ou la déviation) ;
- cônes de signalisation ;
- gilets de haute visibilité.

### Matériel
Le référentiel sur les dispositifs prévisionnels de secours indique (p. 65) :

« Le véhicule de premiers secours à personnes (VPSP) est une ambulance de secours et de
soins d’urgence, au sens de la norme NF EN 1789, qui permet, le cas échéant, d’être médicalisé.
En outre, il permet d’acheminer une victime du point où se situe celle-ci vers un poste de secours ou d’un poste de secours vers une structure hospitalière (dans ce dernier cas, ce transport ne pourra s’effectuer que sur ordre du médecin régulateur du SAMU).
En conséquence, le véhicule destiné aux associations agréées de sécurité civile doit satisfaire aux exigences définies dans le type B de la norme NF EN 1789 et la note d’information technique (NIT) correspondante. Ses missions sont celles fixées par la réglementation en vigueur. »

Le VPSP est donc une ASSU (ambulance de secours et de soins d'urgence) et doit se conformer aux textes en vigueur. 
Le matériel qu'il embarque est réglementairement similaire au matériel d'un VSAV (ambulance des pompiers). 
Quelques matériels embarqués à bord d'un VPSP :
- Sac PS (Premiers Secours), avec du matériel de soin ;
- Sac O2 (oxygénothérapie) ;
- Défibrillateur automatique externe (DAE) ou défibrillateur semi-automatique ;
- Aspirateur de mucosités ;
- Différents kits (membres sectionnés, protection du secouriste, accouchement, AES) ;
- Bouteille d'oxygène médical ;
- Plan dur avec sangles (type sangles araignée) et têtières ;
- Brancard « cuillère » ;
- Brancard souple ;
- Brancard avec son chariot ;
- Matelas immobilisateur à dépression « coquille » (MID) ;
- Extincteur ;
- Phare de recherche, cônes de Lübeck, gilets de haute visibilité, casques (de type F2).

### Équipage
L'équipage du VPSP se compose habituellement d'une équipe secouriste, ce qui correspond à :
- 2 équipiers secouristes nécessairement PSE2, dont un chef d'équipe ;
- 1 secouriste PSE2 ou PSE1.

En Réseau de Prompt Secours
Sur la région francilienne où les associations de secourisme participent à des gardes BSPP (Brigade de sapeurs-pompiers de Paris) ou au profit du SAMU (réseau de secours) l'équipage peut être composé de :
- 1 chef d’intervention ou chef d'équipe (chef d'agrès) qualifié réseau de secours, titulaire du PSE2 : ayant la responsabilité de l'ensemble de l'équipage, du matériel et de l'engin ;
- 1 conducteur en possession du permis B et de l'attestation délivrée par le préfet après examen médical (aussi appelée permis blanc), titulaire du PSE2 : chargé du brancard et de la conduite du VPS ;
- 1 équipier secouriste PSE2 ;
- 1 secouriste PSE1 ;
- Le cinquième membre de l'équipage est facultatif, il peut donc être simplement titulaire du PSC1 ou du PSE1, cela dépend du règlement interne des associations agrées de sécurité civile.

Les minima requis sont donc 2 PSE2 et un conducteur (disposant du permis B et d'une attestation d'aptitude à la conduite des ambulances).